# Lega Italica (1454)

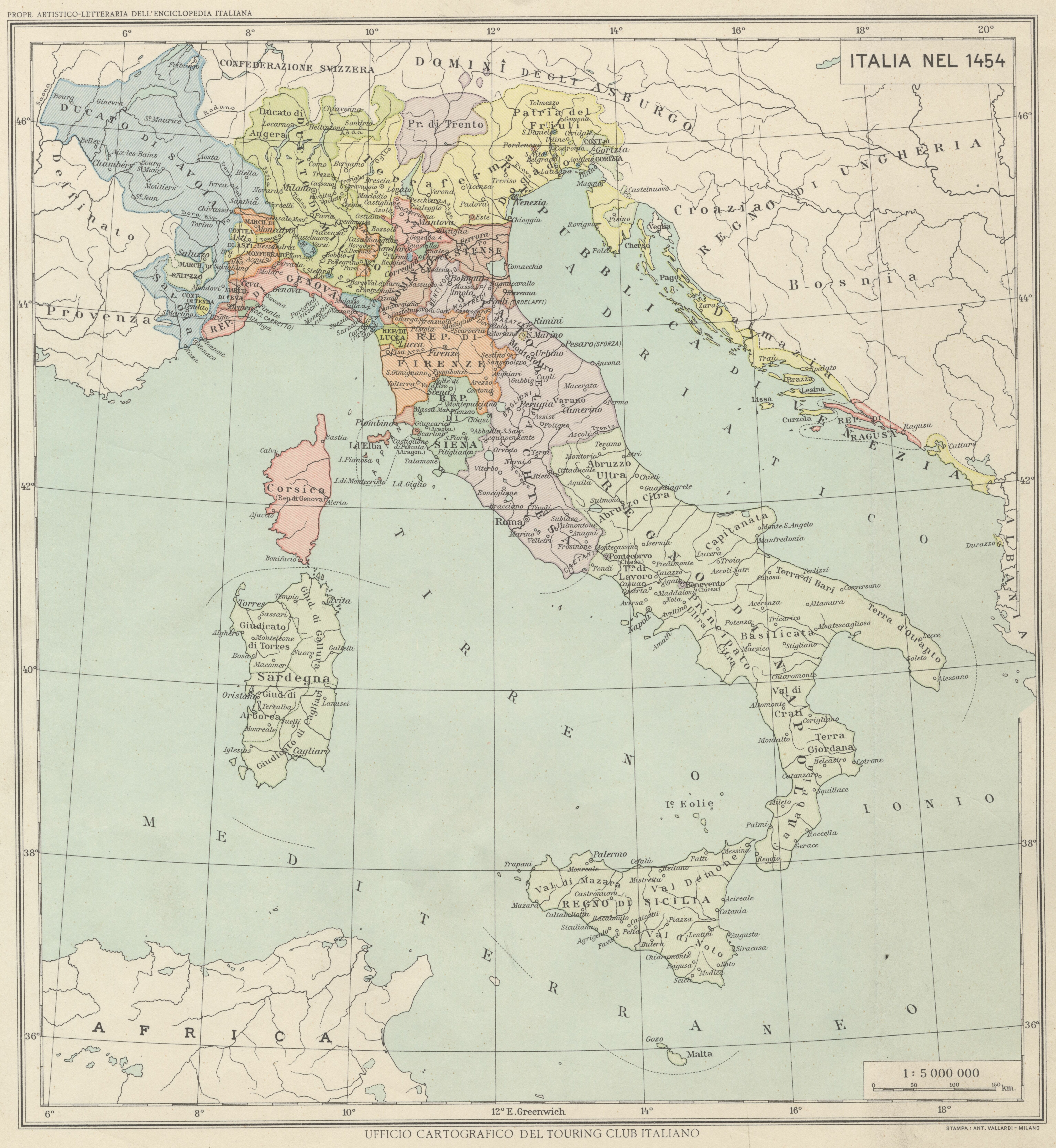
Italia nel 1454

La Lega Italica o "Lega Tripartita", fu un'alleanza conclusa a Venezia il 30 agosto 1454, alla quale aderirono la Repubblica di Venezia, il Ducato di Milano e la  Repubblica di Firenze, che fu preceduta dalla Pace di Lodi siglata qualche mese prima.
Proclamata solennemente il 2 marzo 1455 con l'adesione anche di papa Niccolò V (1447-1455), di Alfonso V d'Aragona re di Napoli e di sovrani di altri Stati minori, sancì il reciproco aiuto in caso di attacco all'integrità di uno degli stati membri ed una tregua venticinquennale fra le potenze italiane che si impegnarono a rispettare i confini stabiliti. Dopo un periodo di scontri Francesco Sforza viene ritenuto dagli stati italiani successore all'ultimo dei Visconti per aver sposato la sua unica figlia.
La Lega Italica ebbe una parte essenziale nella politica di equilibrio successivamente perseguita da Lorenzo il Magnifico (1449-1492); le sue sole incrinature si avranno con la battaglia della Molinella, con la Congiura dei Pazzi, con la Guerra del sale e con la Congiura dei baroni.
La Lega è il coerente sviluppo della Pace di Lodi, nata dalla constatazione che nessuno degli Stati regionali italiani, nonostante le lunghe e sanguinose guerre combattute negli ultimi cento anni, è in grado di assumere l'egemonia nel nord, tantomeno nell'intera Penisola. La Lega sancisce dunque un equilibrio bloccato, fondato sul sospetto reciproco e sul timore della Francia anziché sulla collaborazione per la formazione di una struttura statale più ampia. A differenza d'Inghilterra, Francia e Spagna, l'Italia in questo periodo non riesce a sviluppare uno Stato nazionale centrale moderno, ed è ormai pronta a divenire terra di conquista per le altre potenze europee. Solo alcuni Stati regionali italiani, tra cui la Repubblica di Venezia conservano la loro indipendenza. Questo fenomeno è stato addebitato a numerosi fattori. Per citare le interpretazioni più note, Guicciardini ne ha visto la causa nel particolarismo, Machiavelli nella decadenza morale e civile delle istituzioni e dei costumi nonché nella presenza, nel Centro Italia, dello Stato Pontificio, non abbastanza forte per conquistare gli altri stati e troppo forte per essere conquistato.